# 5ちゃんねる
5ちゃんねるは、日本の電⼦掲⽰板（匿名掲⽰板）サイトである。1999年5月に西村博之が個人サイトとして開設した「2ちゃんねる」の管理者が2014年に交代したのち、2017年に現在の「5ちゃんねる」に改名した。ドメインは「5ch.net」。通称・略称は「5ちゃん」「5ch」など。

## 概要

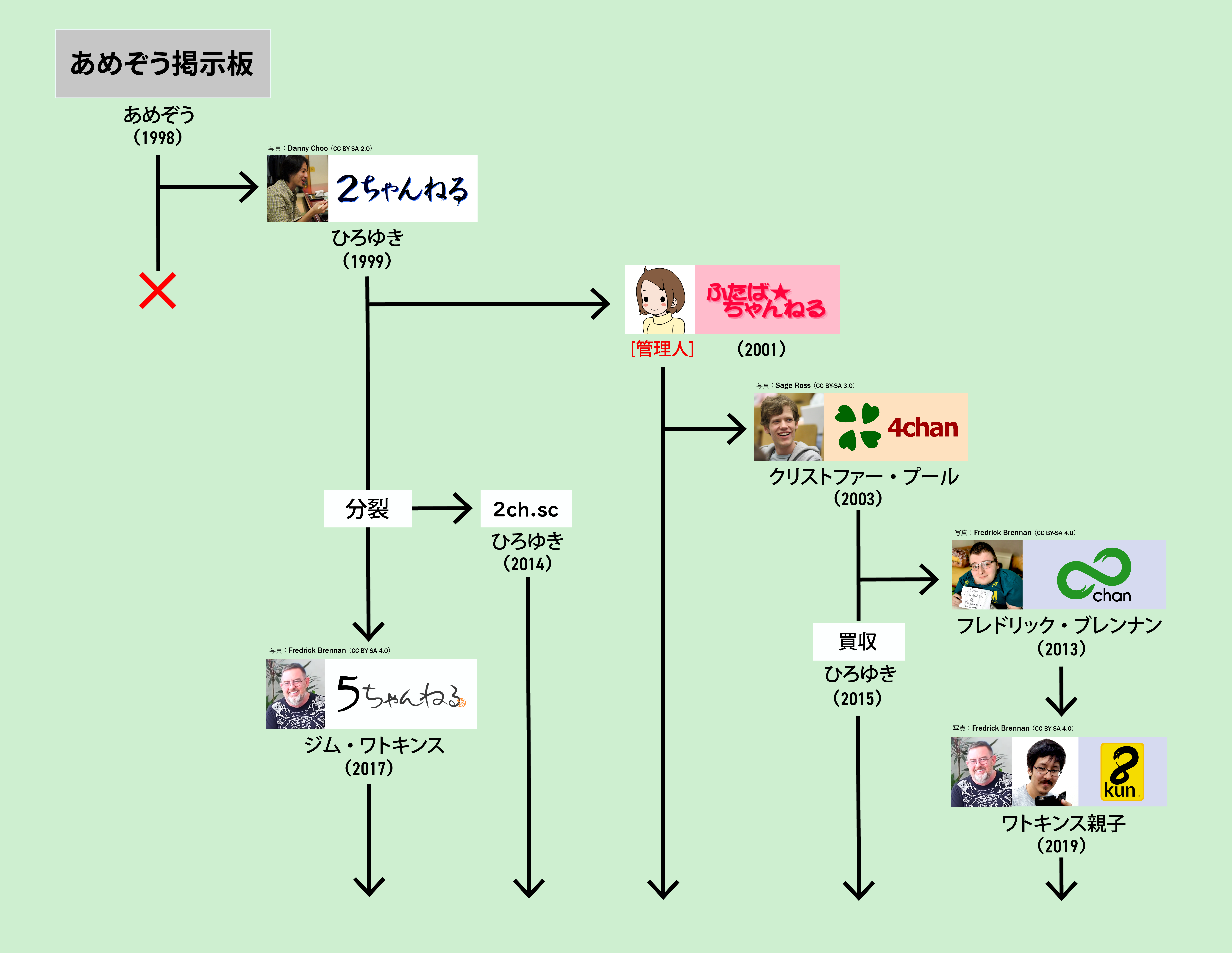
日本で発祥したスレッドフロート型匿名掲示板の系譜。西村博之が1999年に開設した2ちゃんねる（現・5ちゃんねる）は、4chanや8chan（現・8kun）を含む、他すべてのchanサイトの起源となった。

スレッドフロート型掲示板であり、複数の電子掲示板の集合体である。「『ハッキング』から『今晩のおかず』まで」というキャッチフレーズの通り、幅広い分野の話題が投稿されている。
2021年には、日本で人気のインターネットサイトの訪問者数ランキングで29位だった。

## 歴史

### 2ch.scと5ch.net
2014年2月19日、2ちゃんねるの実質的管理権限が何らかの理由によりジムに移転、ジムが2ちゃんねるの実質的管理者となる。ジムと思われる人物の主張によれば「『N.T.Technology』会長ジム・ワトキンスがサーバー料金の未払いを理由に、当時の運営陣であるひろゆきらを全員解任し、管理人にワトキンス本人とその親族が就任する」という主旨の発表であった。

同年4月1日、ひろゆきは運営から外されたことについて「違法な乗っ取り行為である」と宣告し、2ちゃんねる（「2ch.sc」。略称「sc」）という名称の電子掲示板を設立し、自身が管理人に就任した。
これに対しジムは「2ch.net」のドメインは「Race Queen Inc.」が所有し、現在の運営体制にも違法性はないとした上で、ひろゆきに対する法的対応を検討すると応酬した。「ひろゆき氏側とは協議を続ける意向だが、何ら司法判断が存在しない状態で、Race Queen inc.と商取引（広告掲載契約等）をすることに違法性があるということは法的には誤った判断」と批判し、「かかる商行為に違法性があるとの西村博之さんの主張は、Race Queen Inc. の名誉を著しく毀損するものであり、法的対応を検討せざるをえません」としている。
一方でひろゆきは、2009年1月に2ちゃんねるを名義上シンガポールの「パケットモンスター社」に譲渡し、同5月には著書『僕が2ちゃんねるを捨てた理由』を扶桑社から出版し「2chを手放した」と公言していたため、2ちゃんねらーたちは「西村は嘘つきだ」とバッシングをした。
2015年9月、ひろゆきは4chanのQ＆Aセッションでワトキンスを相手取り、日本において2ちゃんねるの所有権をめぐる訴訟を提起したことを表明。
2016年5月 - 7月、日本国内における「2ch」「2ちゃんねる」の商標権をひろゆきが取得した。一方で世界知的所有権機関（WIPO）は、ひろゆきからの「『2ch.net』のドメインが不法占拠されている」という申し立てを却下した。これを受け、Race Queen Inc. は「2ch.net」のTOPページにおいて「西村氏によるこれまでの一連の主張は全くもって虚偽で、2ch.scを含む西村氏の言動は運営を妨害する違法行為なので今後厳正に対処する」とコメントした。結果として、日本国内における「2ch」「2ちゃんねる」の商標権はひろゆきが、ドメイン「2ch.net」の登録権限は Race Queen Inc.が管理している状況となった。
この時期、特許庁はRace Queen Inc.が申請していた「2ch」「2ちゃんねる」の商標登録の無効審判請求を棄却した。この判決を受けて、ワトキンスは同年10月1日、2ちゃんねるを「Race Queen Inc.」から「Loki Technology社」に譲渡すると発表した。ワトキンスは「西村博之からの妨害行為により、ユーザーに安全かつ快適な利用を提供することが困難になったため」としている。譲渡先とされた「Loki Technology社」は、「権利関係で無用な紛争を生じさせないため、掲示板を新たに『5ちゃんねる（5ch.net）』として運営する」ことを発表した。ちなみに「5ちゃんねる」および「5ch」は、2ちゃんねるの技術担当者であり、8chan（現・8kun）の元管理人であるCode Monkey★が日本国内で権利を有する商標である。
2018年6月22日、ひろゆき（東京プラス株式会社）が2ちゃんねるの所有権をめぐり「NTテクノロジー社」を相手取った民事訴訟で、NTテクノロジー社の債務不履行を認め、同社に損害賠償および前払いのサーバー使用料の返還を命じる東京地裁判決が出た。翌2019年4月25日には、「8chan（8ch.net）」のTwitterアカウント（@infinitechan）において「東京高等裁判所にて一審判決を破棄し、東京プラス社の請求がすべて棄却された」という趣旨の発表がなされた。2019年12月4日、「5channel (5ch.net)」のTwitterアカウント（@5chan_nel）において「最高裁判所での上告棄却により、東京プラス社の請求がすべて棄却された東京高裁判決が確定した」という趣旨の発表がなされた。
2020年10月27日、8chan（現・8kun）創設者でありワトキンスのビジネスパートナーであったフレドリック・ブレンナンは「5ちゃんねる」への名称およびドメイン変更の理由について「西村博之はUFMJRA（統一外国金銭判決承認法。アメリカ合衆国法）を用いた2ちゃんねるの差し押さえを画策しており、それを回避するための物だった」という見解を述べている。
ジャーナリストの清義明は、ウェブサイトの持つ所有権の不透明性を利用して「2ちゃんねるは脱法ビジネスのごとく運営されてきた」と指摘しつつ、管理権紛争をめぐる判決結果をもとに「2ちゃんねるとは誰なのか」ということについて次のように総括した。
この間、ひろゆきは2ちゃんねるの所有権をめぐる訴訟以外に、2ちゃんねるの商標権をめぐる損害賠償請求をワトキンス（Race Queen Inc.）に起こしている。これは、ひろゆきが所有する「2ch」「2ちゃんねる」の商標権をRace Queen Inc.が2014年のサイト乗っ取りから2017年にサイト名を改称するまでの間、不当に侵害していたとして損害賠償1億7500万円、およびドメイン名（2ch.net）の使用を中止するまで月額500万円を支払うように求めたものである。
2019年12月24日、「Race Queen Inc.」のTwitterアカウント（@RQueeninc）は「西村博之側の請求が棄却されるとともに、2ちゃんねるの商標法上の先使用権が認められた」という趣旨の発表を行った。
翌2020年、Race Queen Inc.が「2ちゃんねる」の名称を使うことを禁ずる判決が出た。しかし、それ以外の損害賠償請求は棄却されたため、これを不服としたひろゆきは判決直後に控訴した。この裁判は2023年現在も両者間で係争中である。なお、この裁判ではジム側の証人として当時の2ちゃんねる関係者がサイトの運営実態にまつわる赤裸々な証言を行っており、たとえば「FOX★」こと中尾嘉宏は陳述書の中で、2ちゃんねるが転送量増大でサーバーが落ちかけたのをUNIX板の住人が救った2001年の「8月危機」について「事実と異なる部分が多数あります」とし、実際はジムと提供してきたサーバーが広告料の見返りに合わず、サーバーを落としたのが真相だと述べている。

### まとめサイト・転載禁止
2007年12月、ニュース速報板に立てられたスレッド（スレ）を、アフィリエイト広告などを設置して営利目的で無断転載するまとめブログが増え、スレ住人の間でその是非を巡る議論が高まったことを受け、当時の2ちゃんねる管理人であるひろゆきがニュー速（嫌儲）板を新設した。
2012年5月、情報の真偽を確認せず2ちゃんねるの書き込みを転載し、間違った情報を広めてしまうまとめサイトに対して未だ抗議があった。またスレッドの文脈を無視した編集がされる場合があり、時には本来存在しなかった書き込みが捏造される場合もあった。これについて当時の2ちゃんねる管理人であったひろゆきは、特に悪質とされた複数のまとめサイトに対し、名指しで転載禁止の処置を取った。ひろゆき自身はまとめサイトの根絶は不可能であると考えていたが、悪質なサイトに対しては引き続き対策をしていくとコメントした。
2014年2月、前述の通り2ちゃんねるの実質的運営者がジム・ワトキンスに代わる。その後2014年3月、2ちゃんねらーたちによる投票により複数の板が転載禁止になり、程なくして全ての板が転載禁止となった。5ちゃんねるとなった後の2017年11月にはまとめサイトに関するルールが変更され、まとめサイトは引用ではなく転載であるため「許可が必要」として、無断使用にはDMCA侵害として申し立てるとともに、民事訴訟・刑事訴訟による法的対応も取るとされた。

### 高齢化
2022年4月に「1985年（昭和60年）生まれ（プレッシャー世代）が、最もゲームの進化を体感できた世代」というスレが立ち、それに反論するもっと年上の世代（概ね後期しらけ世代から前期バブル世代までの世代〈いわゆる新人類と呼ばれた世代〉）が多くいたことから「ファミコン以前のゲーム事情を今も記憶している人たちの書き込みって結構多い。やっぱり5ちゃんねるっておっさんの巣窟だ。」と評された。
初代管理人の西村博之は、西鉄バスジャック事件の際に取材を受け「うそはうそであると見抜ける人でないと（掲示板を使うのは）難しい」と答えた他、2ちゃんねるでは騙されないための自衛策として、「ソース（情報源）はどこ？」と聞くのが常識となっていたが、その後のスマートフォンの普及に伴い電子掲示板からSNS全盛期に時代が移り変わると、ソースを確かめないで拡散してしまう人が増え、大衆のネットリテラシーが後退したと評している。
また、西村博之は「2ちゃんねるはメディアの出演者などの悪口を書く文化も作ってしまった」という指摘に、「そういう需要がもともとあって、2ちゃんねるが廃れた後、Twitterに書かれるようになっただけだ」「今のTwitterをはじめとしたネット社会は、ソースがないものを平気でばらまいても、誰もそれを責めない。2ちゃんねるの文化の方がまともだったではないか。騙された人が騙されたまま放置されている状態がかなり多い。騙されている人って、自分が騙されていることも分からない。でも『それは助けた方がいいよね』といってくれる人もいない。困っている人は、ずっと困っているままなのかなと思うことがある」と主張している。
ひろゆきは2ちゃんねるが廃れた理由として訴訟問題を挙げ、「需要とそれを提供する側の問題で、当時は提供する人が僕しかいなかった。日本国内でやるとトラブルが多いので、今はTwitterだったりFacebookだったり日本で使われているサービスは全部外国が作ったサービスだ。日本でやると、いろいろなところで文句を言われて足を引っ張られるので、日本でやる人がいなくなって、外国のサービスにみんないってしまった」と評している。
一方で2017年11月に10代女子向け総合メディア「マイナビティーンズ」が発表した13～19歳の女性1006人にアンケートを取り集計した「10代女子が選ぶ今年の流行語」の「コトバ」編の第3位に5ちゃんねるの「なんj」（実況ch#なんでも実況J板）由来である「ンゴ」が選ばれたこともあった。「わろたンゴ」「泣いたンゴ」「お疲れンゴ」「おいしかったンゴ」と語尾につけるものとして流行ったが、由来が5ちゃんねるで元東北楽天ゴールデンイーグルスのドミンゴ・グスマンが2008年開幕戦でリリーフ失敗してしまったことを揶揄した書き込みから発祥した自虐的な意味合いとしてではなく、語尾の響きが面白いという理由で使われているとねとらぼは報じている。
5ちゃんねるの「冷笑文化」は2023年現在のSNSの文化に影響を与えており、中央大学講師でジャーナリストの渋井哲也は「ネットの冷笑文化のルーツは1999年に誕生した掲示板『2ちゃんねる』にさかのぼります。そこでウケるのは“本音を言っているように感じられる表現”。匿名で書き込めて、レスが伸びる（多くコメントがつく）ことで、気分が高揚する点が特徴です」「暗黙のルールの多い2ちゃんは、書き込むにはハードルが高いけれど、閲覧だけしている人も少なくない。今に通じるネットでの冷笑的な振る舞いは、2ちゃんや2ちゃん的なものによって強化されたといえるでしょう」「ひろゆき氏が冷笑文化を浸透させたわけではなく、世の中の映し鏡です」「冷笑文化は自然発生的に生まれたもので、端的に言えば“祭り”です。祭りを盛り上げるために冷笑的な言動をしたり、“マジレス”をしたりする。本物の祭りだって何の神様かわからないのに参加しますよね。それと同じで、騒がれていることが事実かどうかは重要ではありません。盛り上がって楽しむネタになればいい。こうした構図は2ちゃんねるもSNSも同じで、変わっていません」と主張している。

前身の2ch.net開設から10年ほどは非常に多くの書き込みレス数を誇っていたが、2025年現在はおーぷん2chやエッヂ、Talkほかの掲示板へユーザーが分岐したことに伴い減少傾向である。

## 掲示板のシステム
5ちゃんねるは、スレッドフロート型掲示板と呼ばれる形態である。
それぞれの掲示板は、「カテゴリ」と呼ばれる大きな分野単位で区切られており、ニュース、食文化、ネット関係などがある。
その中で分野ごとに「板」（いた）と呼ばれるジャンルに分けられている。2ちゃんねる内には多くの板が存在するが、利用者数は板によって大きく異なる。極端に利用者が少ない板は過疎板と呼ばれ、その逆に極端に利用者が多い板は過密板と呼ばれている。
各板には、その分野に属する話題ごとに細かく分けられたスレッド（スレ）が存在する。掲示板への書き込みや閲覧は、このスレッドの中で行われる。スレッドに書き込まれた文章をレス（レスポンス＝返信の略）と呼ぶ。
2ちゃんねる時代の2016年5月現在、およそ905個の板があり、各板には数十から数百のスレッドがあった。板は時折新設されるほか、「バーゲン板」のように特定の季節にだけ開設される板もある。2002年5月 - 6月には2002 FIFAワールドカップ実況板（4板）、2004年8月にはオリンピック期間中限定の専用板が新設されたこともある。また過去には、当時の管理人ひろゆきの誕生日に、彼を祝福することのみを目的とした板が新設されたこともある。
各スレッドでは匿名での投稿が可能となっており、利用者が名前を入力しないで投稿を行うと、板ごとに設定された仮の名前が自動的につけられるようになっている。仮の名は「名無しさん」を基本として板によりさまざまなバリエーションがあるが、ほとんどの利用者は匿名で投稿を行うため、一見すると「名無しさん」という名前の人間が連続して投稿を行っているように見えることがある。このため、以前は「名無しワールド」と呼ばれることもあった。
基本的には規制されなければ（#規制参照）誰でも書き込むことができるが、規制情報板と●板、beカテゴリの3板は書き込みが制限されている。規制情報板は2ちゃんねるで規制されているプロバイダーの情報を掲載しているという理由から、規制に関わる規制人や報告人しか書き込めない。●板は●（2ちゃんねるビューア）を持っている人のための板であるため、●を持っていないと書き込めない。閲覧に関しては制限はない。
beカテゴリの3板はbe@2chのアカウントを持ってログインした状態でないと書き込めない。閲覧に関しては制限はない。
なお、電子掲示板全般での2ちゃんねるの存在は際立っており、このため機能や形態などが2ちゃんねるを参考に作られた掲示板は数多く存在する。その類型は無数に存在するが、単に同種のスレッド表示型から、インターフェイスから使用背景画像まで似せたものまでさまざまである。

### スレッド

#### 概要
5ちゃんねるでは、一つのスレッドに投稿できる書き込み（成功）数が1,000回または、データ容量が約500KB（キロバイト）までと制限されている。
連番には、スレッドの話題に関係ある助数詞を用いることも多い（学校関連スレなら○時間目、事件関連スレなら○件目、2ちゃんねる各板にある「ホームランスレ」なら第○号など）。ほかにも語呂合わせが使われることもある。
参加者の人数や書き込み数が増加し、特定のサーバの負荷が高くなった場合には、一般のブラウザではアクセスできなくなる「人大杉」（＝「人が多すぎる」）と呼ばれる現象が発生することがある。この状態で板を利用するには、2ちゃんねる専用ブラウザを使用する必要がある。
また、上記の「容量上限制」を逆手に取ったスレッド潰しがされることもある。
一切の書き込みができない、広告的要素のスレッドも存在する。これは全掲示板に出現し、位置がある程度下がるとふたたび上がるようになっている。

#### 終了後
発言数が1000番を超えたスレッドの1001番目および、データ容量が約500KBを超えたスレッドの次番目には、もう書き込めないことを表す表示（板によって異なる）がされ、書き込めなくなる。書き込めなくなったスレッドは、数時間後に板のスレッド一覧から削除される。
以下では、スレッドの終了に関する2ちゃんねる特有の用語を説明する。
dat落ち
スレッドが圧縮判定か即死判定にかかり、掲示板のスレッド一覧から削除された状態。
dat落ちしたスレッドは「このスレッドは過去ログ倉庫に格納されています」と表示され、書き込むことはできないものの閲覧はWEBブラウザで出来る。
それ以外で閲覧する方法には、外部サイトの「みみずん検索」「ミラー変換機」などを利用するなどがある。また、時間はかかるがHTML化を待つという手もある。
圧縮判定
スレッドの数が板ごとに設定された一定数（400個、500個、600個など）に達するとこの判定が行われ、板の中で書き込みが最後に行われたスレッドから順に、板ごとに設定された数（100個など）のスレッドがdat落ちする。
即死判定
書き込み数が980回以上か、データ容量が板ごとに設定されたある容量以下（5KB以下、30KB以下など）という条件を満たすときにこの判定が行われ、最後の発言から丸24時間以上経っているスレッドはdat落ちする。書き込みの多い板では最後の発言から12時間、6時間と判定がより厳しくなっているところもある。また、実況系板では一定の時間が経過するとスレの書き込み数に関係なくdat落ちする判定がある。
n日ルール
スレッドが立った後、n日経過するとdat落ちするルール。おもに実況系の板で採用されている。
HTML化
一度dat落ちしたスレッドが、再びWEBブラウザで閲覧できる（つまりHTMLファイルが配信される）状態になること。かつてはあるスレッドがHTML化されるかは運に近かったが、現在はdat落ちしたスレッドも引き続きWEBブラウザで閲覧できるため、ほぼ死語になっている。

### 名無し
名前欄を無記入で投稿した場合、「名無しさん」もしくは、その板に準ずる名前が自動的に書き込まれる。
この「名無し」のシステムにより、利用者間の個人的な交流が減少した結果、以下のような特徴が生まれた。
- メールアドレス欄にもメールアドレスが書き込まれないことが多い。

（スレッドフロート型掲示板のシステムでスレッドを板の上位に上げないようにするとき、メール欄に「sage」（「下げ」と読む）を書き込むシステムも原因の一つ）
- 敬語（尊敬語、謙譲語、丁寧語）を使わない利用者が多い（板によって傾向は異なる）。
- 簡潔な会話をよしとし、込み入った内容が忌避されるスレッドが多い。
- ハンドルネームをつけた人間（固定ハンドルネーム、略してコテハン）が忌避されることが多い[注釈 7]。

（板によって傾向は異なる。また、煽り荒らし行為の口実とされる場合が多い）
「名無し」について、管理人（当時）のひろゆきは「たとえば安倍首相が実名でネット掲示板に書き込んだら議論どころじゃなくなる。純粋に議論をするのなら、人格はないほうがしやすい」「ほかの日記やブログサイトというのは、個々人のコミュニケーションが目的としてサイトが作られているわけですが、2chの場合は情報を蓄積することを目的としている」などと語っている。
「名無し」のシステムは、あめぞうより引き継いだものである。

### ID
5ちゃんねるでは、ID機能を取り入れている板がある。これにより、名無しの匿名性を利用した自作自演を限定的であるが防ぐ効果がある。
IDは、強制的につく板、任意でつく板（メール欄に文字入力するとID:???と表示される、または名前欄に!idと入力する）、表示されない板の3種類である。IDは主にIPアドレスと日付の情報を暗号化したものが使用される。この機能は、利用者が個々の書き込みについて、書き込んだ者を特定・名寄せすることを意図したものではない。
ID機能は自作自演を防止し、無意味なレスをつけてスレッドを浪費することを緩和する。従って、過疎板において、仮に荒らし（スレッドに関係のない書き込み、またはそれをする者）が常駐してまったく機能しないスレッドがあったとしても、それを理由にID機能の導入を申請しても運営側は受け入れない。
なお、管理者側はこれを考慮して、無責任な書き込みを減らす一環として、2004年11月ごろから「be@2ch掲示板」システムを実験的に導入している。これにより、直接個人を特定できるわけではないが、ログインしている者について、どの書き込みを行ったかある程度判別できるようになった。
一方で、固定ハンドルネームを名乗る利用者（コテハン）が存在しており、スレッドによっては議論の要になることがある。また、ほとんどのコテハンはトリップと呼ばれる騙り防止機能を利用している。これは一連の書き込みが同じ人間によるものであることを証明する。中には、ハンドルネームを持たないままトリップ機能を利用する「名無し」のコテハンも存在する。
iモードの普及と携帯電話への対応によって携帯電話とコンピュータとの2つのIDを持つことが平易になったため、この2つの区別が出来るようIDの末尾に携帯電話からの書き込みには「O（オー）」、コンピュータの書き込みには「0（ゼロ）」が付くようになった（ただし板の設定によってつかない場合がある）また公式2ちゃんねるビューアー「p2」を介して書き込むと、末尾はPになっていた。さらに新体制になってからはp2が破棄される一方でスマートフォンの普及とMVNOやWiFi方式による公衆無線LANの興隆に伴い、さらに複数のIDが持ちやすくなったことから、これらの接続回線ごとにIDの末尾が詳細化され、さらにはキャリアを示す呼号やISPやブラウザなどの情報をハッシュ化した別のID（「KOROKORO」と呼称）を表示するシステム「BBS_SLIP」を導入した。しかし、これらの対策をもってしても複数台の端末や回線を使った自作自演がしばしば指摘される。

### キャップ★
5ちゃんねるでは、運営にかかわる各種のボランティアなどに対して★（騙り防止の星印）が発行される事がある。
これはおもにキャップと呼ばれ、トリップ導入以前はメールを送れば簡単に手に入れることができた。用途に応じた種類があり、代表例として「削除人★」「案内人★」「記者★」など。キャップは、キャップを管理している運営陣が不定期にメールで公募する。スレ内で活動する、トリップを使用している◆（ひし形）がついたコテハンとは違い、スレッド（スレ）外の利用者の目には触れにくい運営の部分で活動するのがおもな特徴である。
また、2ちゃんねる中の質問スレッドで時折出る「どうしたら削除人になれるか？」という質問だが、詳細な実態は不明である。こぞって「そういう質問をしないことから」が謳い文句だが、これはいわゆる「くれくれ君」を除外するためであり、そういう質問をせず自力で削除人になる方法を探し出せる人物が求められているということらしい。肝心の手続きは、案内人（案内人制度以前は復帰屋）から下積み修行を行い、募集に応えること（およびほかの削除人からの推薦）で手にできるということである。
キャップ保持者はその情報を漏らすことを固く禁じられており、スレ立ての際の不手際などによりキャップを漏らしてしまった場合、ただちに上位管理者に報告しなければならないとされる。キャップを漏らしてしまったことにより、二軍降格などの懲罰も存在する。
2011年1月6日、個々人の漏らしではなく、ハッキングツールにより過去最大級のキャップ情報の流出が起こった。

#### キャップの種類
削除人
削除屋とも呼ばれ、2ちゃんねる内の発言を削除する権限を持つ。
復帰屋
削除人への応募資格を持ち、削除整理板・削除要請板など削除系の板でアドバイスなどや板復帰（各掲示板のスレッド一覧が壊れた際の修復）をしていたが、耐障害性の向上による形骸化が進んだうえに、案内人制度が導入されたため新規募集は停止。
案内人
削除人への応募資格を持ち、削除整理板・削除要請板など削除系の板でアドバイスなどをする。復帰屋が板復帰のできなくなったような立場であるが、なぜか板復帰のできる案内人も存在する。たびたび募集している。
復帰補
2004年に板復帰の権限が運用情報板や規制議論板の一部の固定ハンドルに与えられた際、キャップ持ちでなかった3名に与えられた。削除人統括者の管轄下になく、復帰補であることは削除人への応募資格にはならない。
記者
ニュースカテゴリ内で、スレッドを立てる権限を有する。名前の後に付く「★」が顔文字でペンを持つ手として用いられることの多いφを加えて「φ★」となる。
お止め組。
2004年の夏に設立された組織。実況によるサーバー負担を防ぐために実況中のスレッドを止める権限を有する。
その他、色々なことが自由にできる上級運営人なども存在する。例えば「root▲▲ ★」はその名の通り、管理者特権が使用できるサーバのシステムチューニングを担当している。

## 文化
2ちゃんねるは、それ以前に隆盛したアンダーグラウンド掲示板「あやしいわーるど」や直接の派生元である「あめぞう」の流れを受けた文化を持っており、大半が固定ハンドルを用いることなく参加し、ネットスラングや絵文字が多用される。また、攻撃的言辞や不謹慎な書き込みも多い。

### 名無し
多くのウェブサービスと違い、システム上名前を入力することが必須ではなく、そのため書き込みをする人も固定の名前を使うより「名無し」で発言することが多い。これはあめぞうからの影響が多大である。そのためか、固定ハンドルネームで書き込む利用者はNGに入れられたりなど、嫌われる傾向にある。

### ネット右派との親和性
2ちゃんねる発足同時期の1999年からネオナチ・極右ユーザーがリベラル系のサイトをターゲットに攻撃を仕掛けており、瀬戸弘幸は実名で頻繁に投稿を繰り返していた。時事関連の板で外国人労働者や外国人参政権に関連した荒らし紛いの論戦が繰り広げられていた。
2000年4月、2ちゃんねるで初の大規模炎上が発生する。石原慎太郎東京都知事の「三国人発言」に抗議のメールを都庁宛てに送るよう呼びかけた当時の小金井市女性市会議員をターゲットに「都知事・府知事板」に大量の誹謗中傷メッセージが書き込まれる。性犯罪を示唆するような内容も含まれていた。市議のホームページの掲示板も荒らされ閉鎖に追い込まれた。市議は2ちゃんねるの運営に書き込みの削除を要請したが、このことが2ちゃんねらーの反発を買い、さらに激しい攻撃を受けるようになった。市議は心労により5月29日、市の委員長を辞任するも炎上は収束せず。

## 社会の反応

### 5ちゃんねると冷笑主義―CHANカルチャーの世界展開

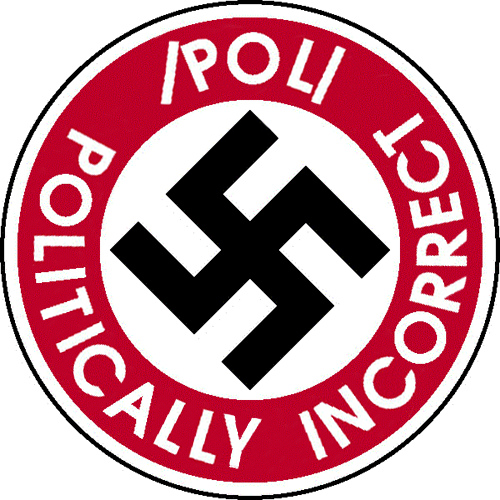
4chanの/pol/（非ポリコレ板）は、Qアノン陰謀論の発祥地である。

5ちゃんねる管理人のジム・ワトキンスとロン・ワトキンスが運営する匿名画像掲示板・8chan（現・8kun）は、Qアノン陰謀論を広める上で積極的な役割を果たした。

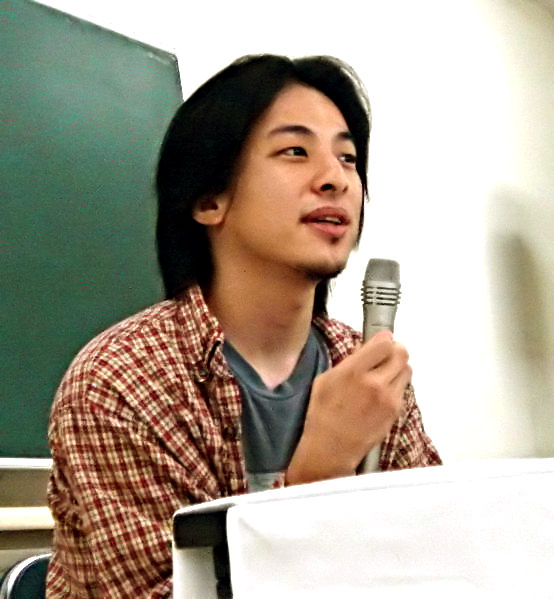
英語圏最大の匿名掲示板「4chan」管理人の西村博之。4chanはアノニマス、リックロール、カエルのペペ、SCP財団、かたわ少女、ルール34、シケイダ3301などのインターネット・ミームだけでなく、アメリカの分断を招いたQアノンやピザゲートなどの陰謀論までも生みだしてきた。また、西村は2ちゃんねる開設者の「ひろゆき」として日本では広く知られている。

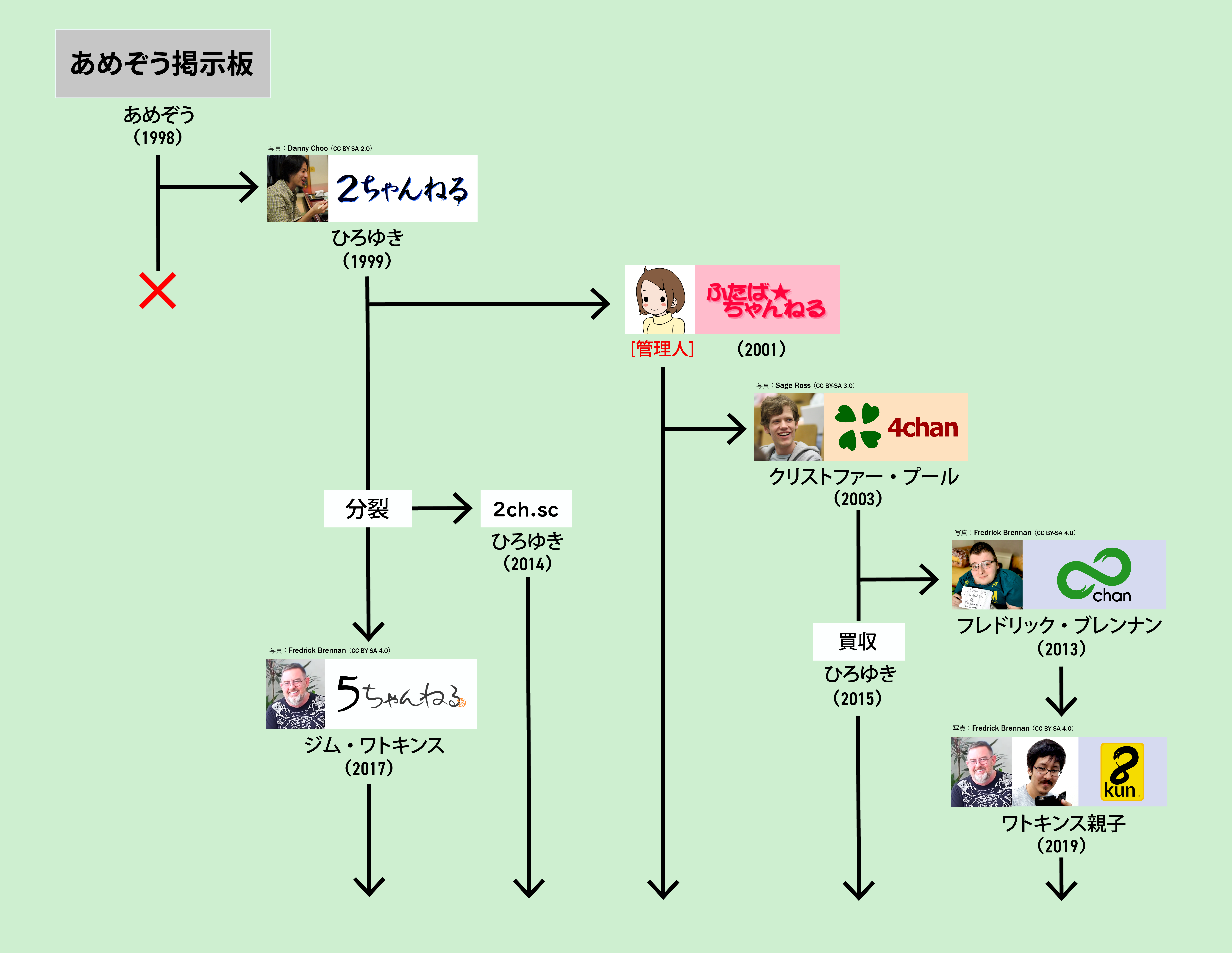
日本で発祥した匿名掲示板サイトの系譜。西村博之（ひろゆき）が1999年に開設した5ちゃんねる（現・5ちゃんねる）は、4chanや8chan（現・8kun）を含む、他すべてのchanサイトの起源となった。

5ちゃんねるは、4chanや8chanなど海外の匿名掲示板文化「CHANカルチャー」の原初にもなった。このような日本発の匿名掲示板文化が日米で流行した理由について、アメリカ合衆国のニュースサイトは、90年代以降の低迷を続ける社会経済とオタク・コミュニティの台頭が背景にあるとして次のように総括した。
5ちゃんねるの背景にある、現代日本のサブカルの特徴として、反リベラル主義が挙げられる。戦後、1960年代より兵器のプラモデルなど戦闘サブカルチャーが流行し、その系譜は『宇宙戦艦ヤマト』『機動戦士ガンダム』『新世紀エヴァンゲリオン』などへ脈々と受け継がれていく。また、日教組教職員への反発もあり、ナチス要素も取り入れるなど、戦争に関して戦後民主主義と違う価値観を描いていたサブカルチャーに若者は心酔した。さらに小林よしのりや山野車輪など、反戦後民主主義を漫画表現で訴える者も現れ、それぞれヒットを飛ばすなど、サブカルチャーが右派と接近。「アニオタ保守本流」として保守論壇で注目され、後に転向した古谷経衡も架空戦記に熱中したことが保守論壇入りのきっかけだったという。
リベラルは彼らの世直しのエネルギーを回収することに失敗した。対照的に、自民党の麻生太郎は（彼がオタクであったかの真偽は疑問であるものの）メディア戦略により、2000年代に2ちゃんねらーをはじめとしてオタク層との関連付けに成功。2010年代を経て、サブカルチャーの右傾化は決定化し、ナショナリストの右翼雑誌『ジャパニズム』（青林堂）にアニメ絵が用いられたり、SNSで保守的発言をするオタク産業文化人が台頭するなど、秋葉原=右翼の街というような認識すら目立つようになった。

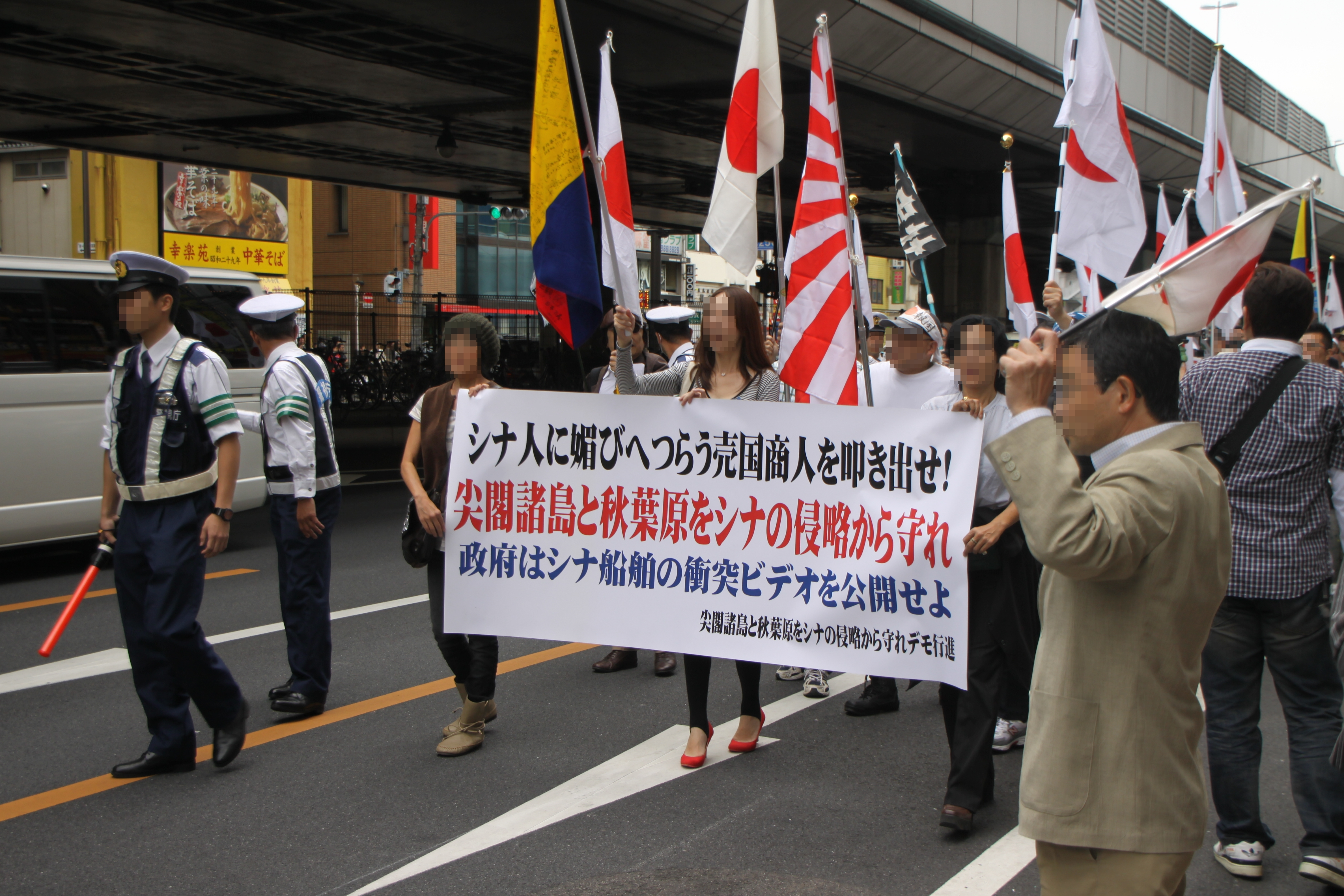
「愛国」の街となった秋葉原。2010年10月17日には秋葉原で「尖閣諸島と秋葉原をシナから守れ！」のデモ行進が行われた。

時期を同じくして、2010年代には「アメリカ版ネット右翼」といわれるオルタナ右翼が、5ちゃんねるから分派した4chanや8chanの非ポリコレ板「/pol/」で台頭した。オルタナ右翼は政治的なコラージュを施したアニメ絵をインターネット・ミームとして拡散するなど、日本のオタク文化やネット右翼とも親和性が高い。ライターの常川拓也は、4chanのような匿名掲示板が過激な思想をまき散らす有害なプラットフォームになっているとして次のように論じている。

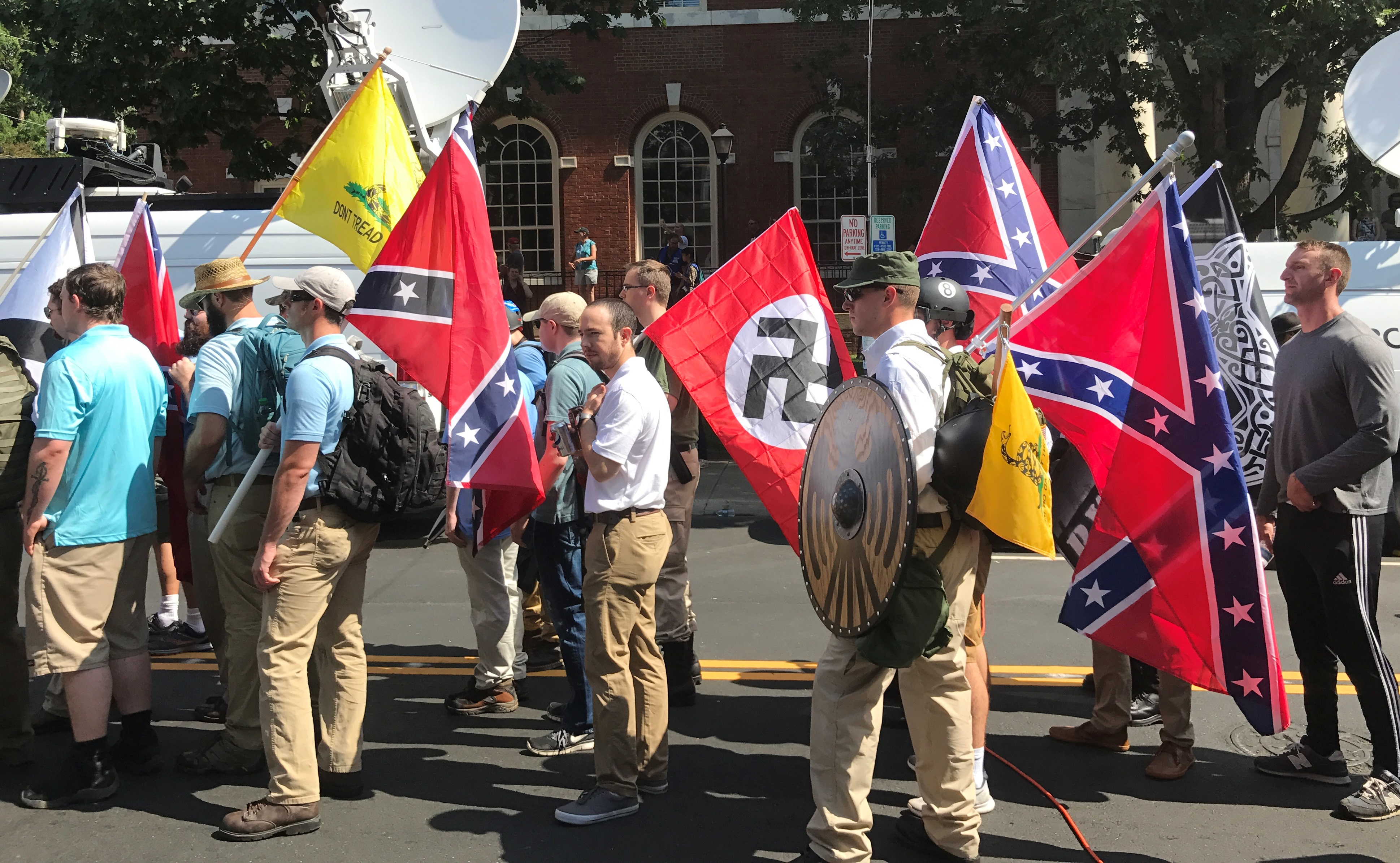
オルタナ右翼とは、共和党保守本流・支配階級に対する反発をもとに4chanや8chanで発展した、アメリカの新右翼運動。反ポリコレ的な価値観を主軸として新反動主義や白人ナショナリズムを取り込みながら台頭した。思想上の学派やリーダーのようなものはなく、ネット右翼と同様に「中心のない運動体」といえる。また彼らは2016年の米大統領選挙でドナルド・トランプを支持した。

一般的に、ネット上では匿名性が高くなると悪意が強くなり、反社会的な振る舞いを隠さなくなりやすい（オンライン脱抑制効果）。能町みね子は、建前や偽善を徹底的に嘲笑する「2ちゃんねる」と「鬼畜系」の親和性について次のように指摘した。
一方、ライターの御田寺圭は、ひろゆきが冷笑主義の親玉という見方に対し疑念を呈している。

#### ポスト・トゥルース時代における言語ウイルス、そして新反動主義へ

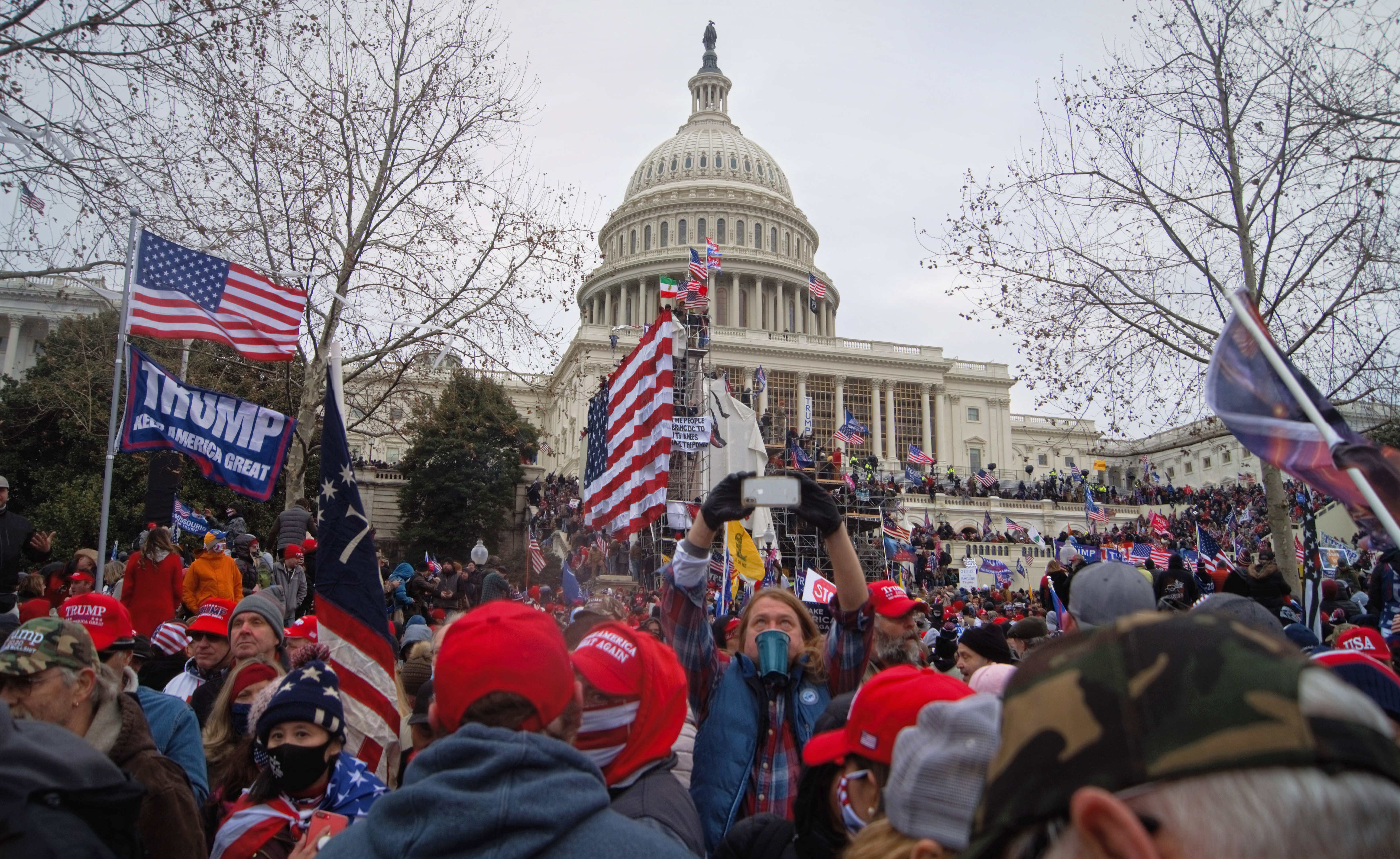
5ちゃんねるに由来する「CHANカルチャー」から生まれたQアノン陰謀論者やオルタナ右翼が「民主主義の象徴」である連邦議会議事堂を襲撃・占拠している様子（2021年1月6日撮影）

鬼畜系の創始者であり総体でもあった村崎百郎は、生前最後のインタビューで、ウィリアム・バロウズの言語ウイルス論を用いて、2ちゃんねるに懐疑的立場を取った。
文筆家の木澤佐登志も、バロウズの座右の銘「真実などない。なにもかも許されている」を言語ウイルス論と共に引用し、ポスト・トゥルース時代におけるフェイクニュースの拡散、そして啓蒙主義や民主主義へのアンチテーゼとして登場した、新反動主義=加速主義=暗黒啓蒙の台頭を次のように論じた。
このような事態を招いた理由として、政治の機能不全による自由民主主義の失速が背景にある。リベラル層への反感は、そのままリベラル的な価値観とエリート（マスコミや学者など既得権益者）の否定につながり、2010年代後半には、排外主義的な右派ポピュリストやオルタナ右翼の台頭を招いた。さらにこの流れは、鬼畜系雑誌『危ない1号』でも提唱された「正義や真実、普遍的価値など本当は存在しない」というシニカルな相対主義をより加速させた。客観的事実よりも個人の感情や思い込みへの訴えかけのほうが、世論の形成に影響力を与えるような社会状況は、ポスト・トゥルース（ポスト真実）と呼ばれている。
ドイツの哲学者であるマルクス・ガブリエルいわく「ウイルスには、自然種としてのウイルスと、精神（の生み出す虚構／虚妄）としてのウイルス（=言語ウイルス）があり、そのいずれもが社会に影響を与えるだけの実在性を備えている」という。またガブリエルは、言語ウイルスを地で行くような流言飛語にもとづき、自明の真実すらも否定するポスト・トゥルースと、その根幹をなすポストモダン的な相対主義について「間違っているというだけでなく、民主主義にとって非常に危険な考え方」「真実がいくつも存在するという相対主義の見方は、事実に直面するのを避けるための言い訳に過ぎない」と厳しく批判した。マルクス主義の立場から政治哲学者の斎藤幸平も「相対主義に従えば、他者と互いに理解し合うことなどはできない、それぞれ、分断された世界に住んでいるのだということになる」「相対主義者は『他者性』（文化・価値観の違い、よその伝統など）をつくり上げることによって、自分が見たいものだけを見ている」と一蹴した。
日本発祥の匿名掲示板文化（=CHANカルチャー）によって育まれたオルタナ右翼、トランプ支持者、Qアノン陰謀論者ら（イタリアゲート陰謀論など選挙不正のデマを広げた）が、アメリカ合衆国議会議事堂を襲撃・占拠したのは、2021年1月6日のことである。